# Oktiljard
Oktiljard är talet 1051 i tiopotensnotation, och kan skrivas med en etta följt av 51 nollor, alltså
1 000 000 000 000 000 000 000 000 000 000 000 000 000 000 000 000 000.
Ordet oktiljard kommer från det latinska prefixet okt- (åtta) och med ändelse från miljard.
En oktiljard är lika med en miljon septiljarder eller en miljondel av en noniljard.
En oktiljarddel är 10−51 i tiopotensnotation.